# Immeuble au 21, rue Kervégan de Nantes
L'immeuble situé au no 21 de la rue Kervégan à Nantes, en France, fut bâti au XVIIIe siècle et a été inscrit au titre des monuments historiques en 1984.

## Historique
Le bâtiment est inscrit au titre des monuments historiques par arrêté du 19 décembre 1984.